# Iridomyrmex haueri
Iridomyrmex haueri é uma espécie de formiga do gênero Iridomyrmex.